# Obertraun
Obertraun – miejscowość i gmina w Austrii, w kraju związkowym Górna Austria, w powiecie Gmunden. Liczy 740 mieszkańców.